# Ocotea leptobotra
Ocotea leptobotra är en lagerväxtart som beskrevs av Carl Christian Mez. Ocotea leptobotra ingår i släktet Ocotea och familjen lagerväxter. Inga underarter finns listade i Catalogue of Life.